# Automotive Replacement Glass Identification Centre
Das Automotive Replacement Glass Identification Centre (ARGIC) ist ein Kennzeichnungszentrum für Fahrzeugglasersatzteile.
Es wurde 1993 gegründet und ist zuständig für den Aufbau und die Pflege eines Kennzeichnungssystems für alle Glasscheiben auf dem europäischen Ersatzteilmarkt.  
Der Code setzt sich zusammen aus einer zweistelligen Herstellernummer, gefolgt von einem zweistelligen Modellcode. Dann folgt die Scheibenkategorie (A= Windschutzscheibe, B=Heckscheibe). Die nachfolgenden Buchstaben definieren die Glastönung und den evtl. vorhandenen Scheibenkeil bzw. Sonnenschutzbalken. Beispiel: der ARGIC-Code 5312AGNBL steht für eine Scheibe vom Mercedes-Benz (53), das Modell ist ein W113 „Pagode“ (12), es handelt sich um eine Frontscheibe (A), in grüner Glastönung (GN) mit blauem Scheibenkeil (BL).